# Голуб короткодзьобий
Го́луб короткодзьобий (Patagioenas nigrirostris) — вид голубоподібних птахів родини голубових (Columbidae). Мешкає в Мексиці, Центральній Америці і Колумбії.

## Опис

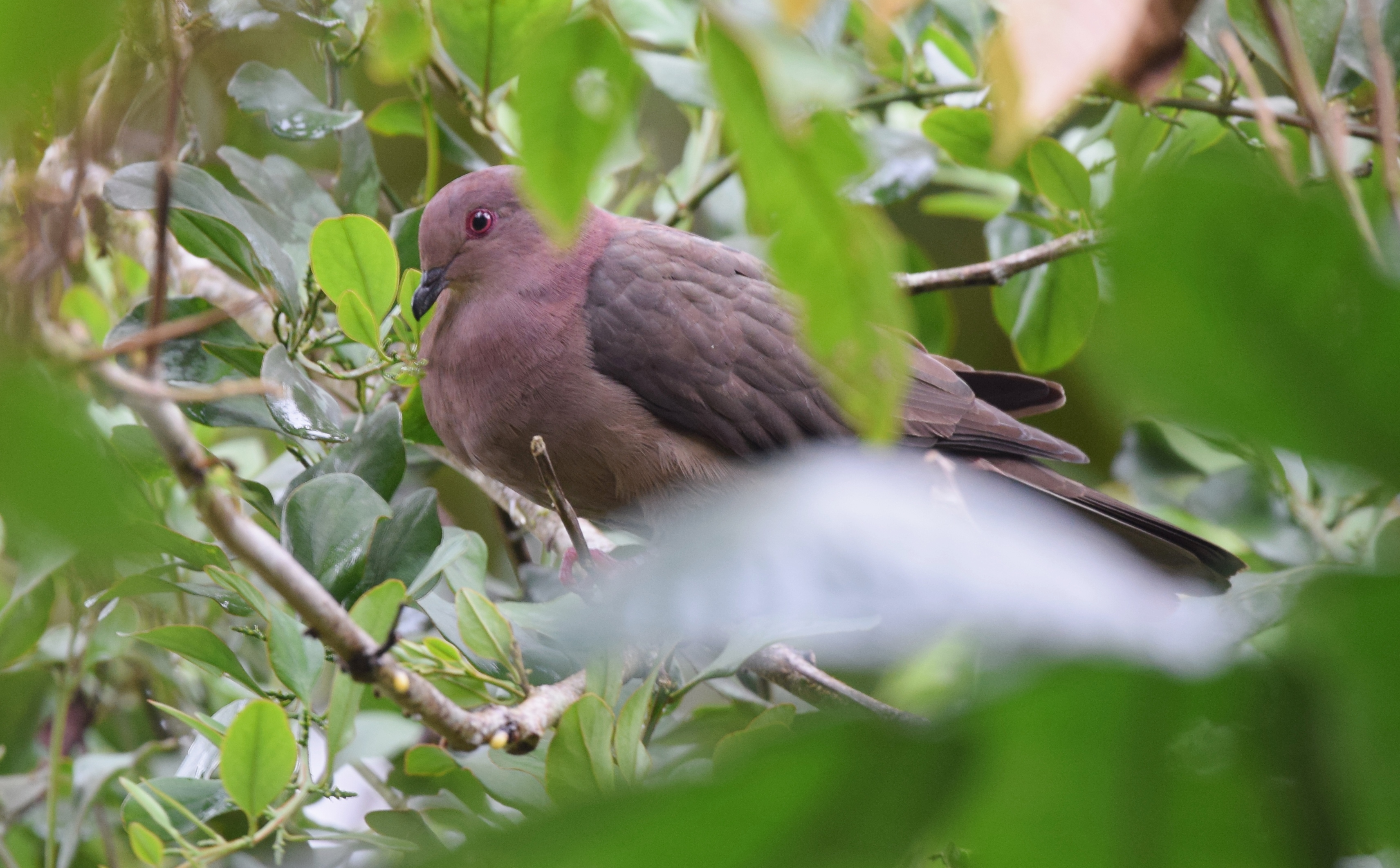
Короткодзьобий голуб

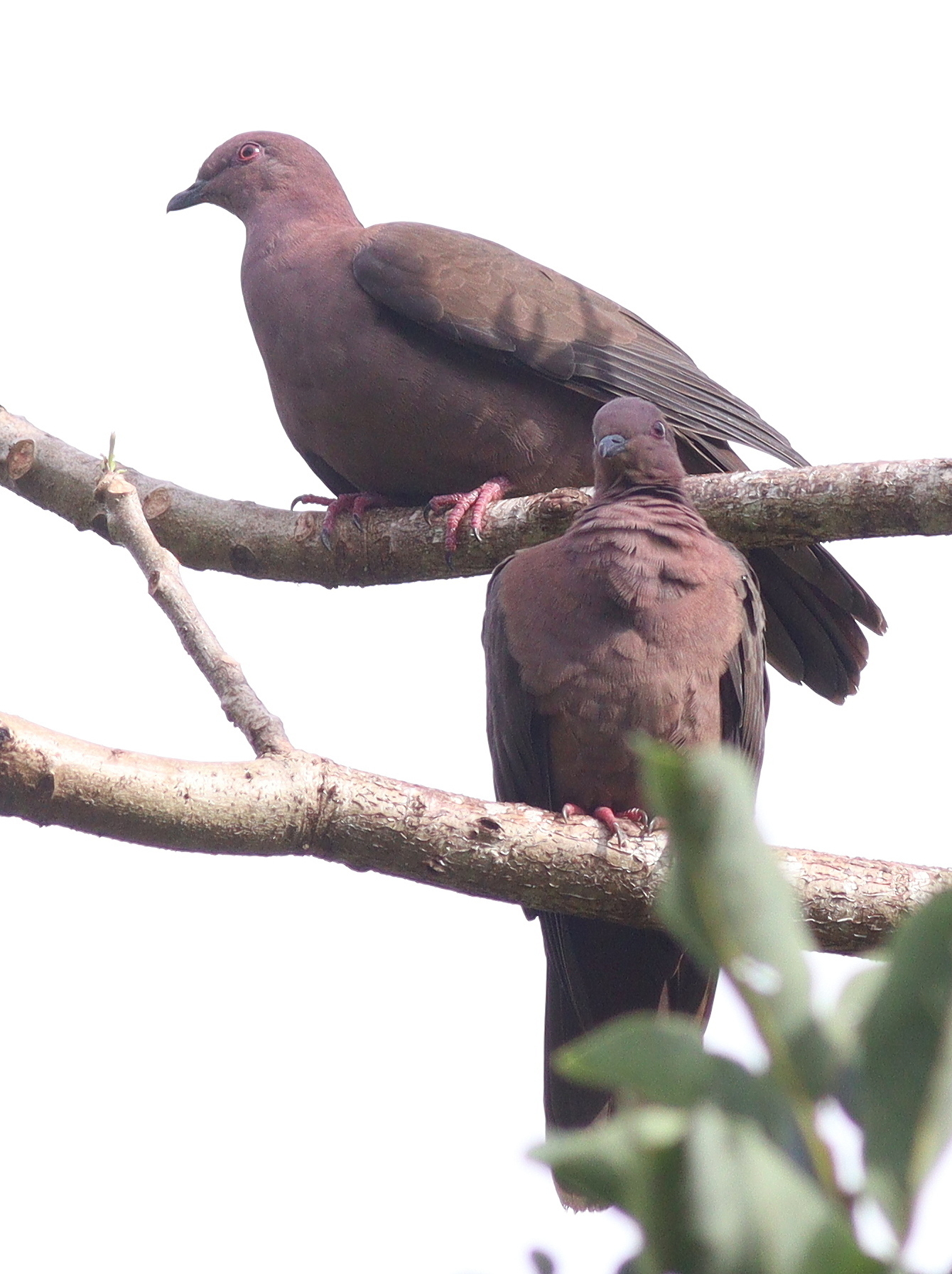
Короткодзьобі голуби

Довжина птаха становить 26-31 см, вага 128-236 г. Голова, задня частина шиї і верхня частина спини пурпурово-коричневі, обличчя більш сіре, спина і надхвістя бвільш темні, оливково-коричневі з пурпуровим відтінком. Покривні пера крил темно-оливково-коричневі, махові і стернові пера темно-коричневі. Горло і нижня частина тіла пурпурово-сірі. Спиці мають дещо тьмяніше забарвлення, пурпуровий відтінок в їх оперенні відсутній Молоді птахи мають тьмяне забарвлення, голова, шия і груди у них сірувато-коричневі, переа на голові і верхній частині тіла мають коричневі края, що формують лускоподібний візерунок. Очі темно-червонувато-карі, рожевуваті або пурпурові, навколо очей вузькі червоні кільця. Дзьоб відносно малий, чорний. Лапи червоні. Голос — гучний крик "кууу, ку-ку-куу". Політ швидкий, прямий.

## Поширення і екологія
Короткодзьобі голуби мешкають в Мексиці, Гватемалі, Белізі, Гондурасі, Нікарагуа, Коста-Риці, Панамі і на крайньому північному заході Колумбії. Вони живуть у вологих рівнинних і гірських тропічних лісах. Зустрічаються поодинці або парами, на висоті до 1500 м над рівнем моря. Ведуть деревний спосіб життя, живляться плодами і ягодами, яких шукають в кронах дерев. В Коста-Риці сезон розмноження триває з березня по серпень. Гніздо являє собою просту платформу з гілочок, розміщується на дереві, на висоті від 5 до 30 м над землею. В кладці одне яйце.